# US Open 2011

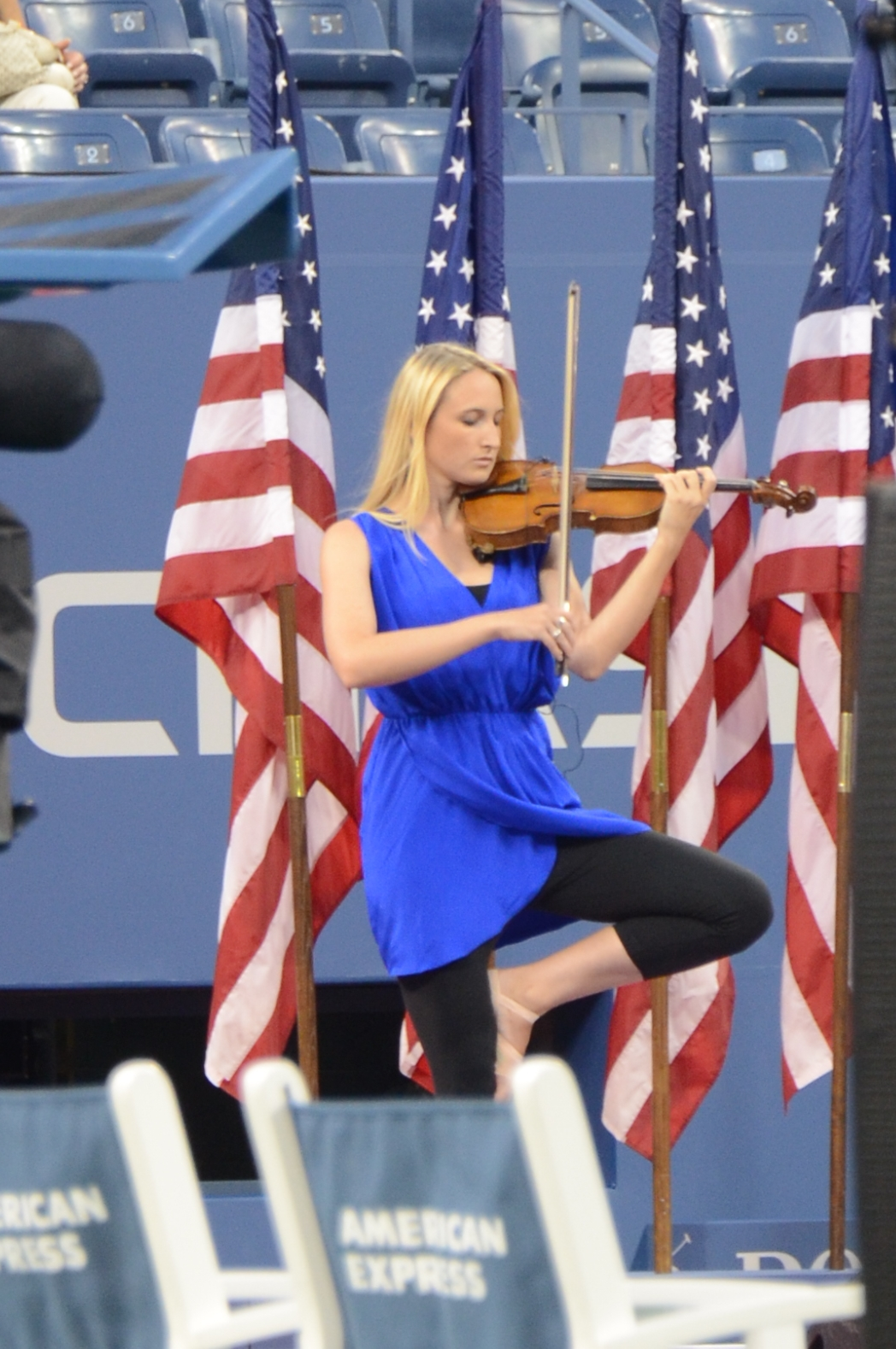
Houslistka účinkující v rámci otevíracího ceremoniálu na dvorci Arthura Ashe, 29. srpna 2011

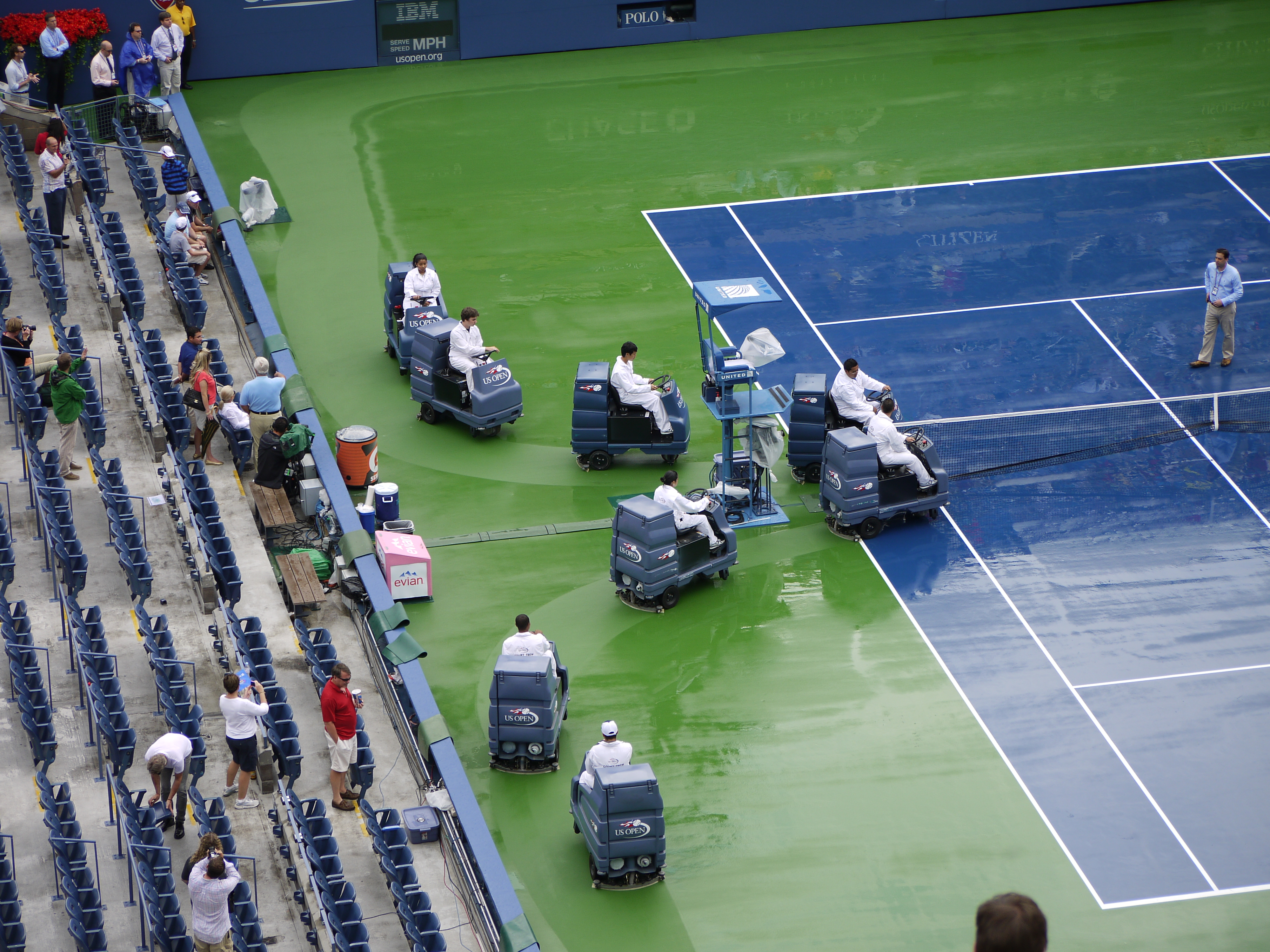
Úklidová četa po dešti 10. září

US Open 2011 byl 130. ročník čtvrtého grandslamového turnaje tenisové sezóny. Uskutečnil se na tvrdých dvorcích Národního tenisového centra Billie Jean Kingové v newyorském Flushing Meadow, jakožto Mezinárodní tenisové mistrovství USA, a to v období od 29. srpna do 12. září 2011. Původní termín ukončení 11. září byl pro déšť posunut o jeden den. Turnaj byl součásti okruhů mužů ATP World Tour 2011 a žen WTA Tour 2011. Vítězové si do žebříčků připsali 2 000 bodů.
Základní rozpočet turnaje činil 23 700 000 dolarů. Vítězové dvouher obdrželi částku 1,8 miliónu dolarů s možností získání bonusu dalšího 1 miliónu dolarů. Rozpočty dvouher se k minulému ročníku navýšily o 6,4 %.
Obhájcem vítězství ve dvouhře mužů byl Španěl Rafael Nadal, v ženské dvouhře titul obhajovala Belgičanka Kim Clijstersová, která se ovšem omluvila pro zranění břišního svalstva.

## Vítězové
V mužské dvouhře triumfoval první nasazený Srb a světová jednička Novak Djoković. Získal tak třetí grandslamovou trofej v sezóně, když nevyhrál pouze French Open a upevnil si první pozici na žebříčku ATP. Jednalo se o jeho premiérový titul z US Open a celkově čtvrtý grandslamový triumf ve dvouhře.
Ženskou dvouhru vyhrála devátá nasazená Samantha Stosurová a stala se první australskou šampiónkou od roku 1973. Jednalo se vůbec o její první grandslamový titul ve dvouhře žen.
V mužské čtyřhře zvítězila rakousko-německá devátá nasazená dvojice Jürgen Melzer a Philipp Petzschner. Pro oba se jednalo o premiérový titul z US Open a celkově druhé vítězství na grandslamu mužské čtyřhry.
V ženské čtyřhře získal titul americký pár a turnajové čtyřky Liezel Huberová a Lisa Raymondová. V soutěži ženského deblu se jednalo pro Huberovou o druhý titul z US Open (předchozí výhra 2008) a pro Raymondovou vítězství představovalo třetí titul z US Open (předchozí výhry 2001, 2005) a celkově šestý grandslamový titul v této soutěži.
Smíšenou čtyřhru vyhrál americký nenasazený pár Melanie Oudinová a Jack Sock, který startoval na divokou kartu. Oba tenisté získali první grandslamový titul.

### Galerie vítězů

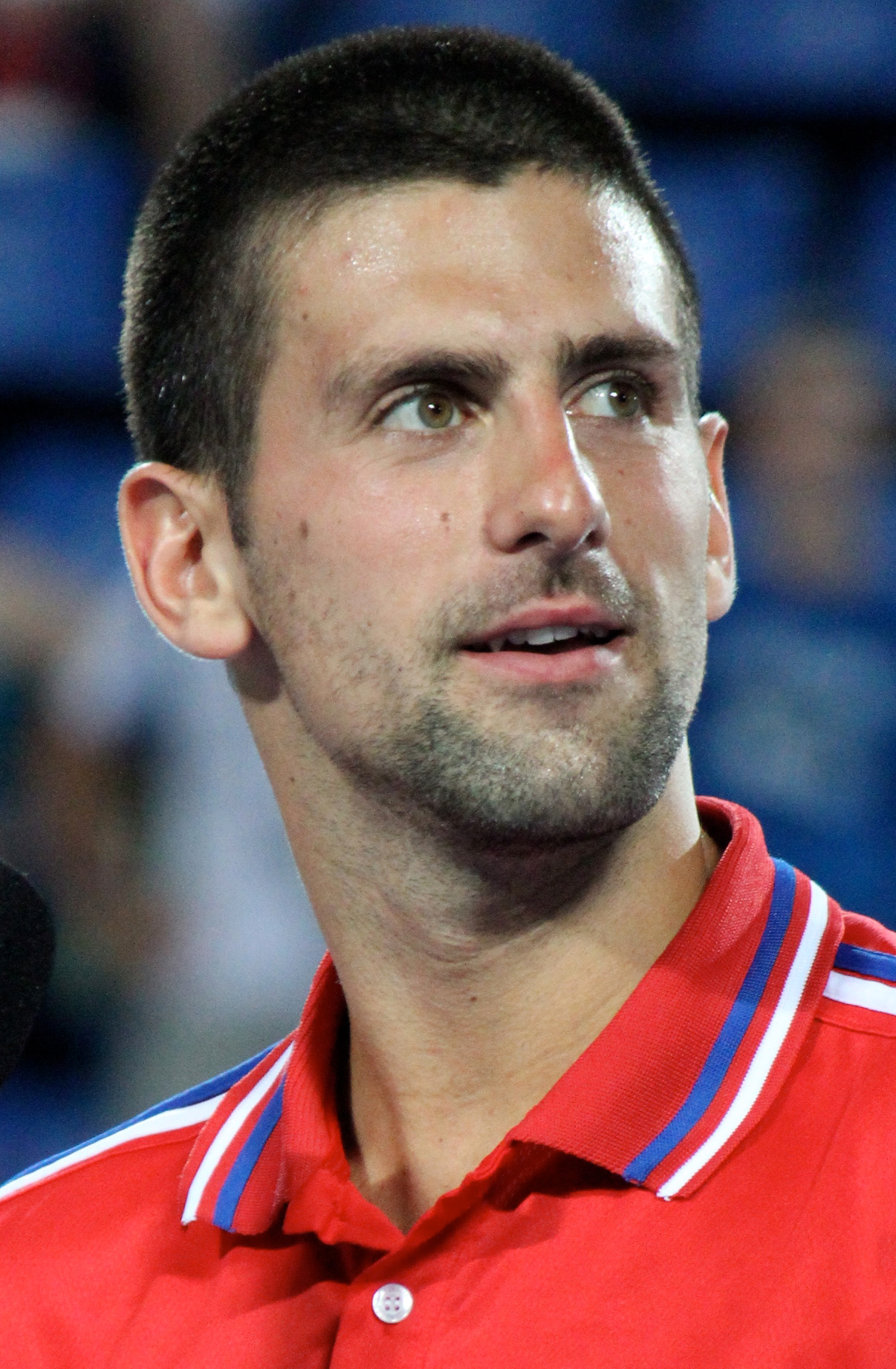
Novak Djoković mužská dvouhra
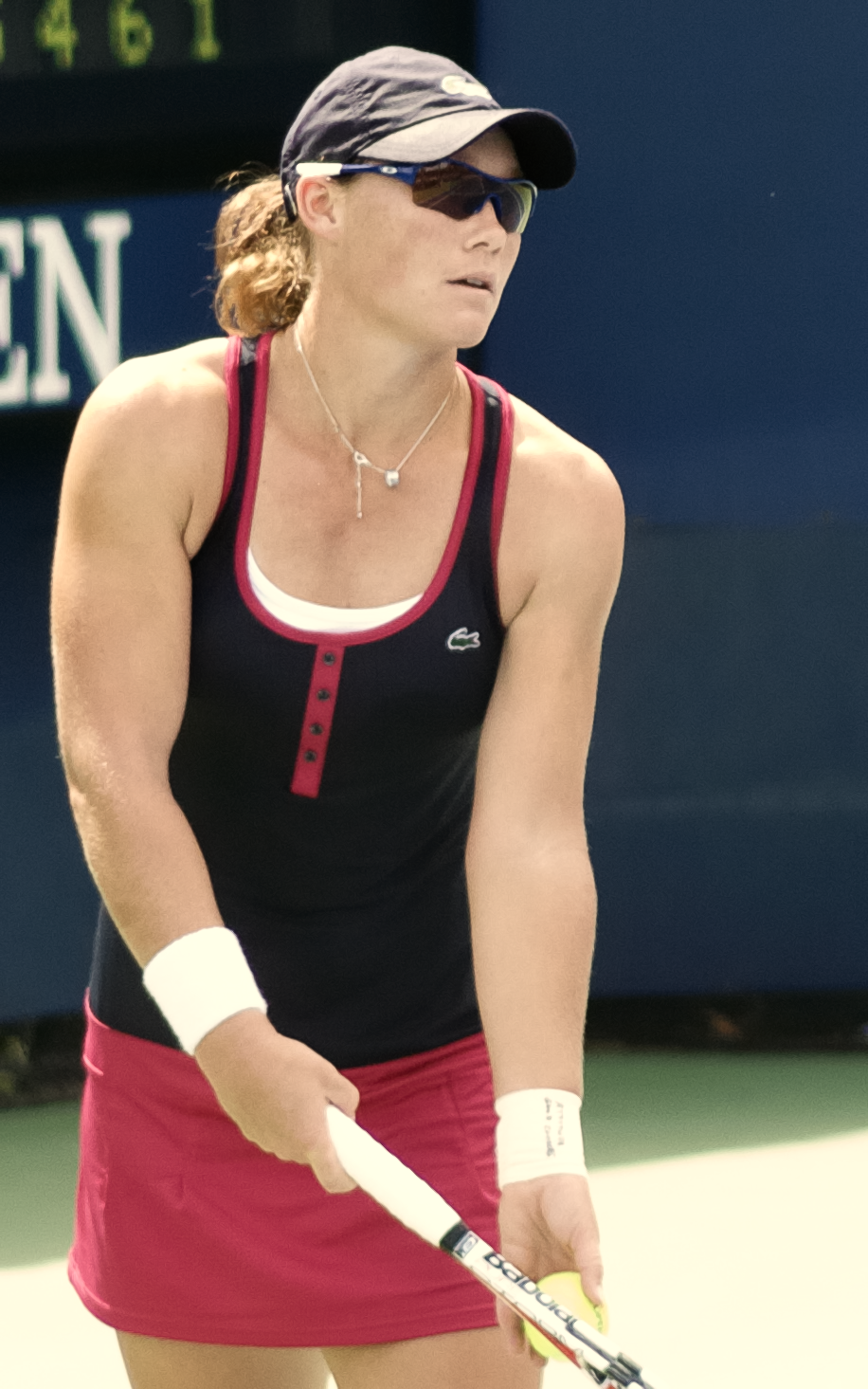
Samantha Stosurová ženská dvouhra
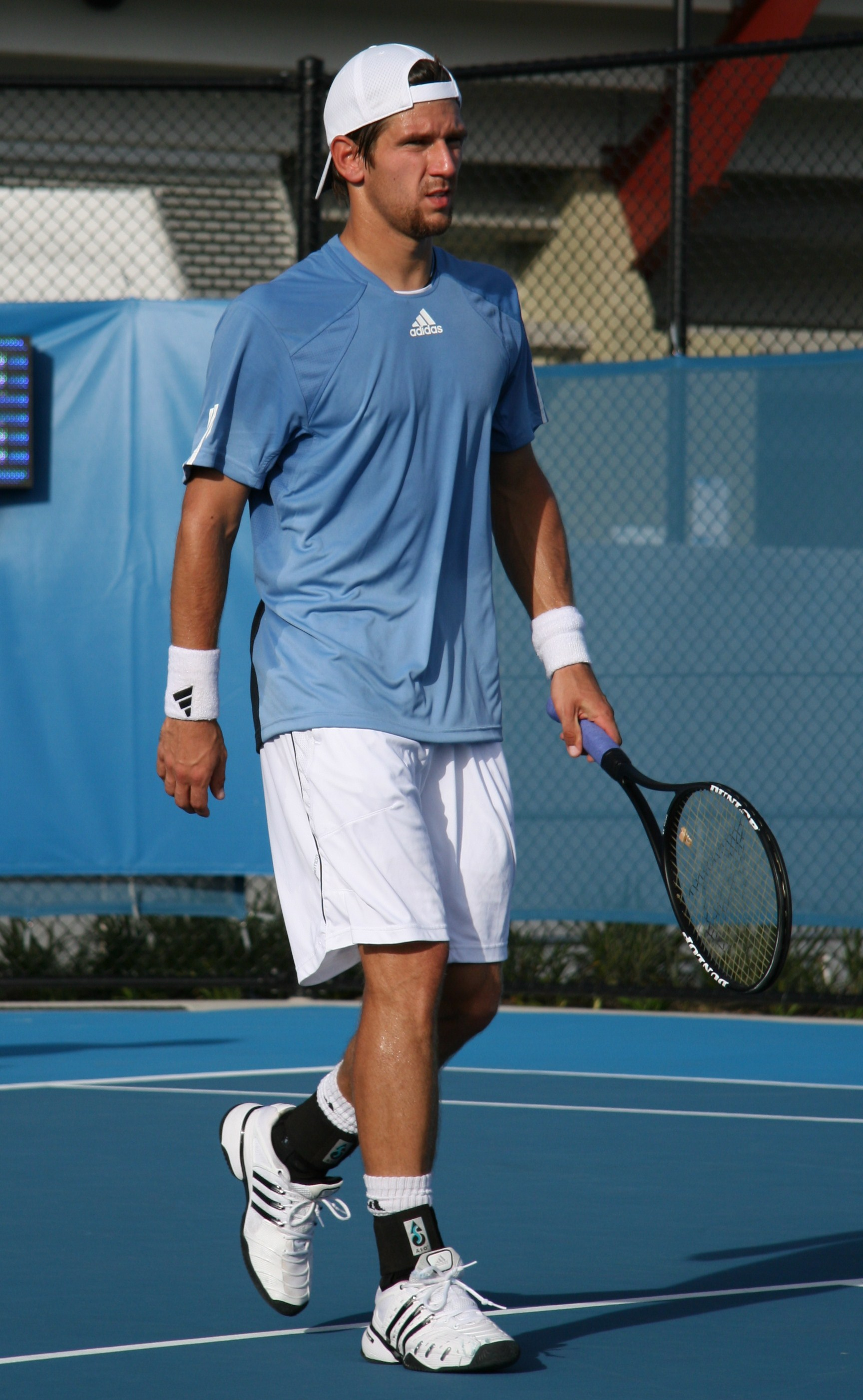
Jürgen Melzer mužská čtyřhra
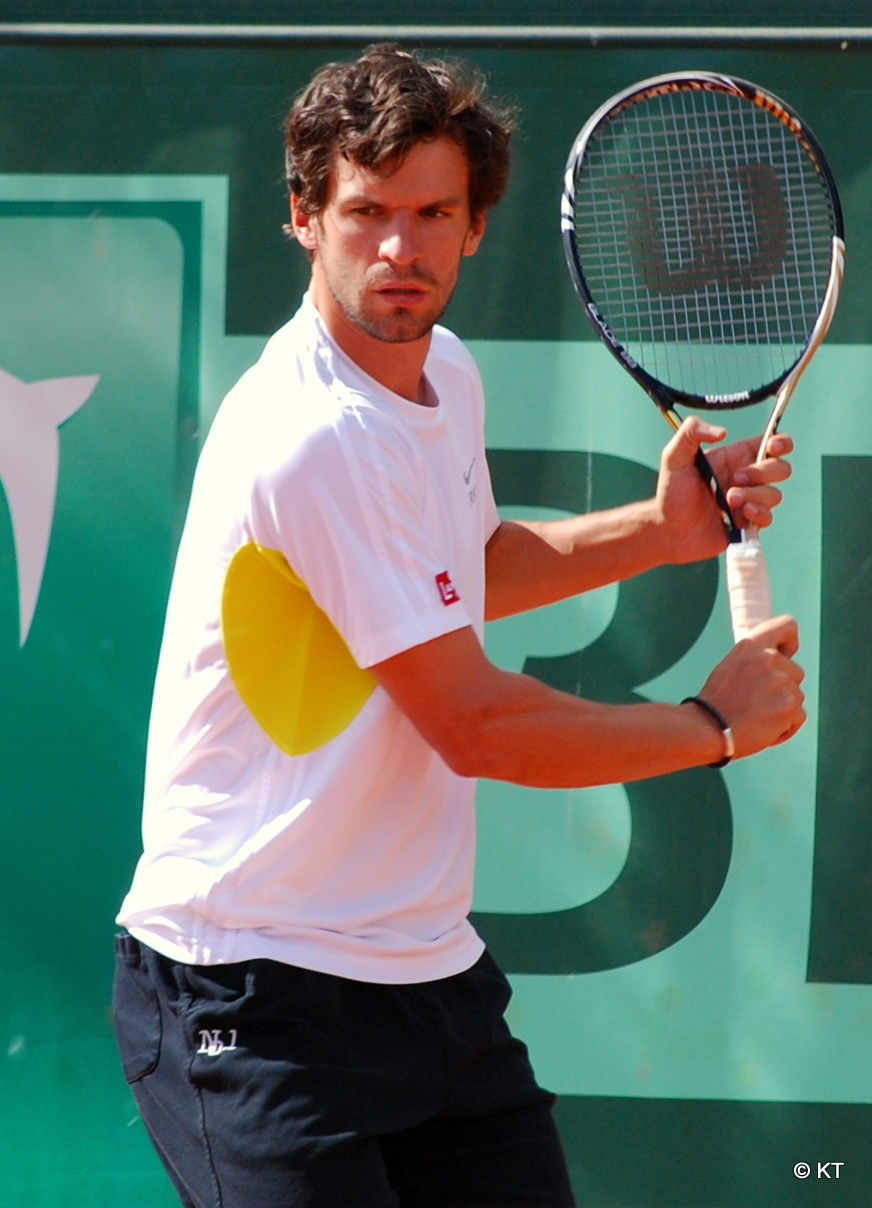
Philipp Petzschner mužská čtyřhra
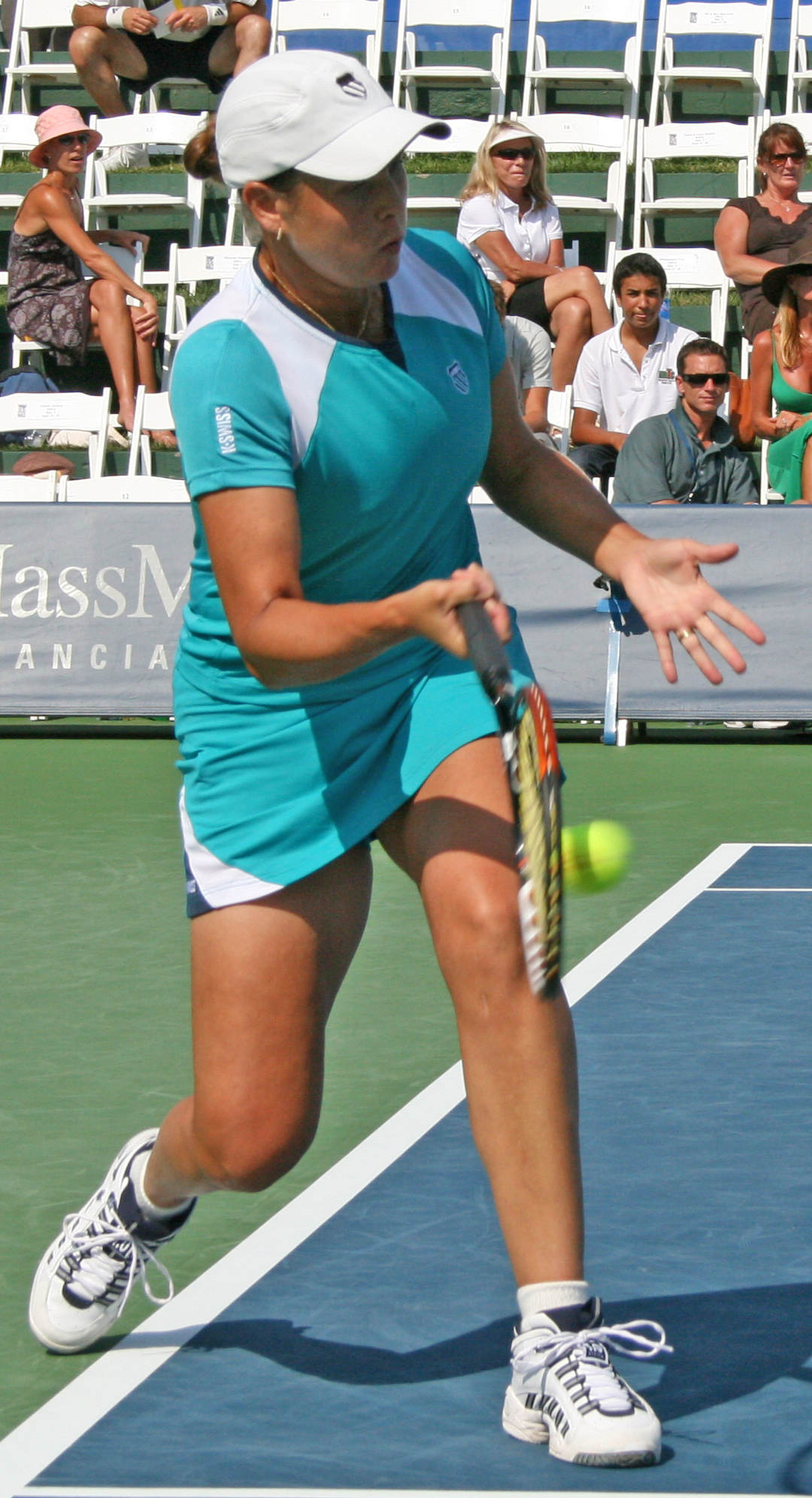
Liezel Huberová ženská čtyřhra
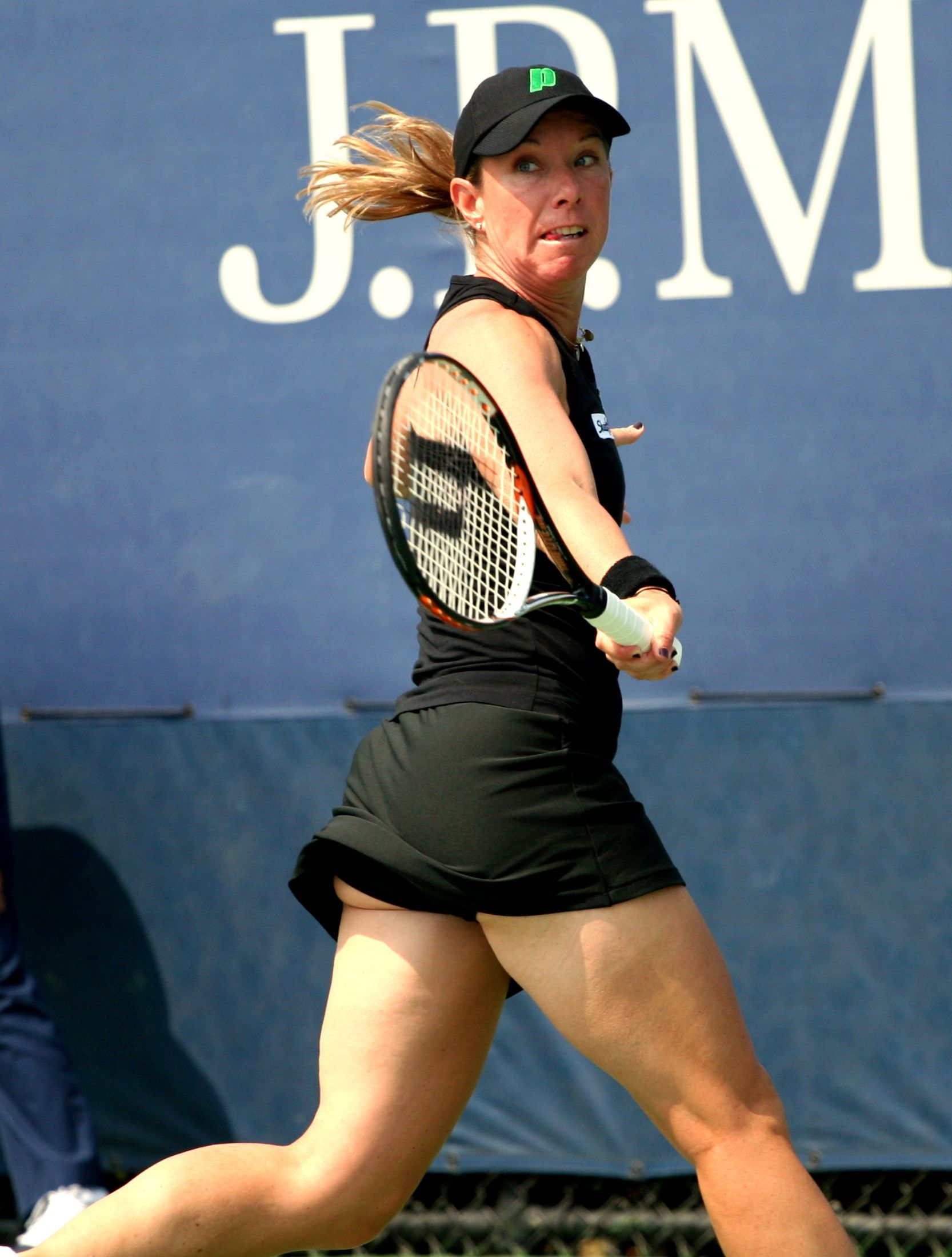
Lisa Raymondová ženská čtyřhra
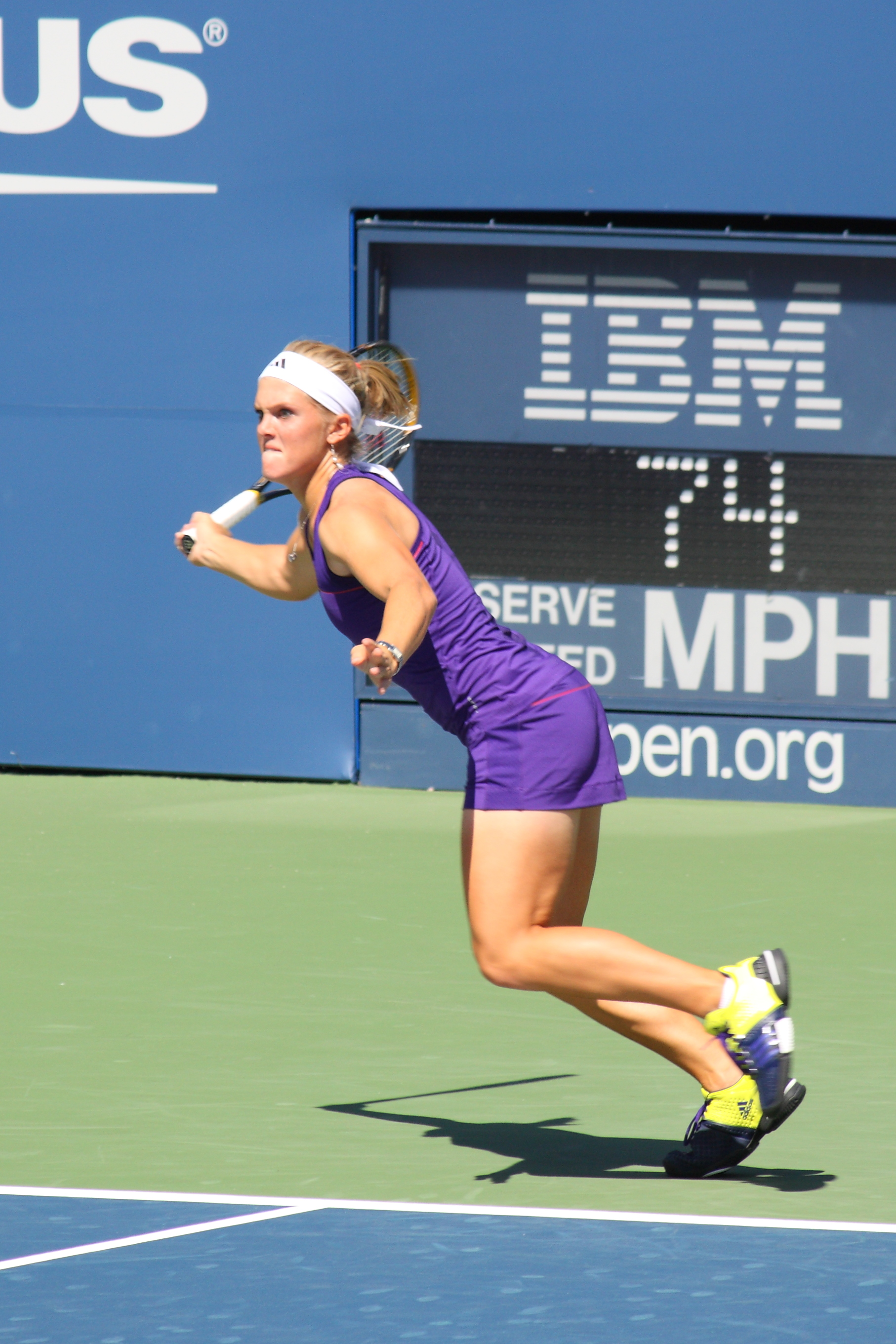
Melanie Oudinová smíšená čtyřhra
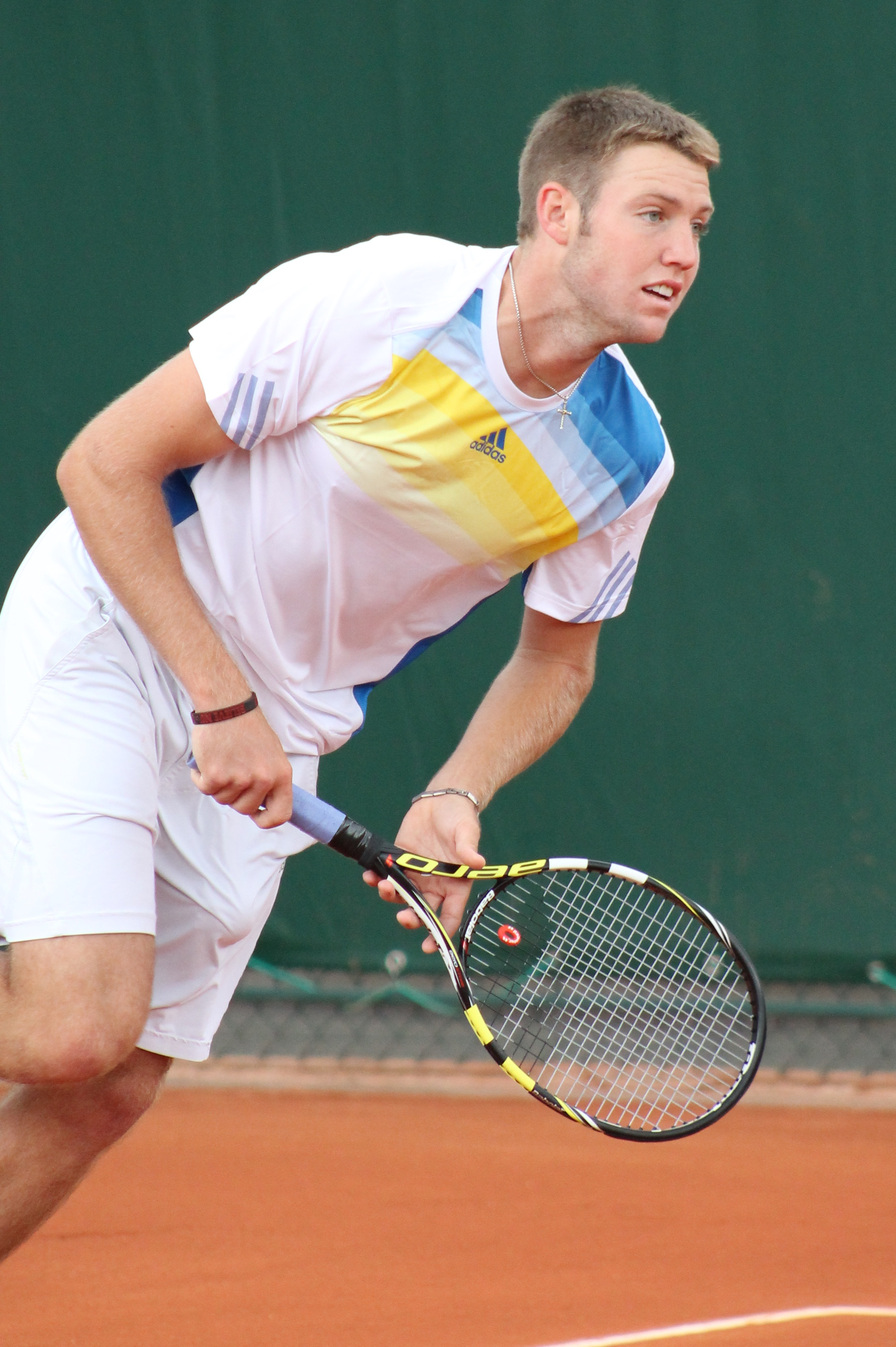
Jack Sock smíšená čtyřhra

## Hráč dne
Organizátoři grandslamu vyhlásili jednotlivé Hráče dne:
- 1. den:  Madison Keysová – šestnáctiletá Američanka porazila v úvodním kole dvouhry o dvacet jedna let starší krajanku Jill Craybasovou 6–2, 6–4 a získala tak vůbec první vítězství na US Open.[2]

- 2. den:  Simona Halepová – devatenáctiletá 53. hráčka světa vyřadila v prvním kole na Louis Armstrong Stadium šestou nasazenou a šampiónku French Open 2011 Na Liovou po setech 6–2, 7–5.[3]

- 3. den:  Julien Benneteau – Francouz startující na divokou kartu porazil desátého nasazeného Španěla Nicoláse Almagra ve dvou setech.[4]

- 4. den:  Juan Carlos Ferrero – nenasazený, zkušený a ve třiceti jedna letech druhý nejstarší singlista zdolal ve druhém kole sedmnáctého hráče grandslamu Francouze Gaëla Monfilse po výjimečném pětisetovém zápase.[5]

- 5. den:  Flavia Pennettaová – dvacátá šestá nasazená, bývalá desátá tenistka světa a dvojnásobná čtvrtfinalistka přešla ve třetí fázi turnaje přes třetí nasazenou hráčku, bývalou světovou jedničku a vítězku US Open 2006 Marii Šarapovovou po třech setech 6–3, 3–6, 6–4.[6]

- 6. den:  Francesca Schiavoneová – třicetijednaletá a sedmá nasazená Italka odvrátila mečbol ve vyrovnaném utkání s osmdesátou první tenistkou světa Chanelle Scheepersovou, aby vyhrála po sadach 5–7, 7–6, 6–3 a postoupila do osmifinále.[7]

- 7. den:  Donald Young – dvacet dva let starý Američan, startující na divokou kartu, porazil ve třetím kole dvacátého čtvrtého nasazeného a zkušeného Juana Ignacia Chelu ve třech setech 7–5, 6–4, 6–3 a poprvé postoupil do osmifinále grandslamu.[8]

- 8. den:  Anastasija Pavljučenkovová – sedmnáctá nasazená Ruska se probojovala do druhého grandslamového čtvrtfinále v sezóně 2011, když porazila turnajovou sedmičku Francescu Schiavoneovou ve třech vyrovnaných setech 5–7, 6–3, 6–4.[9]

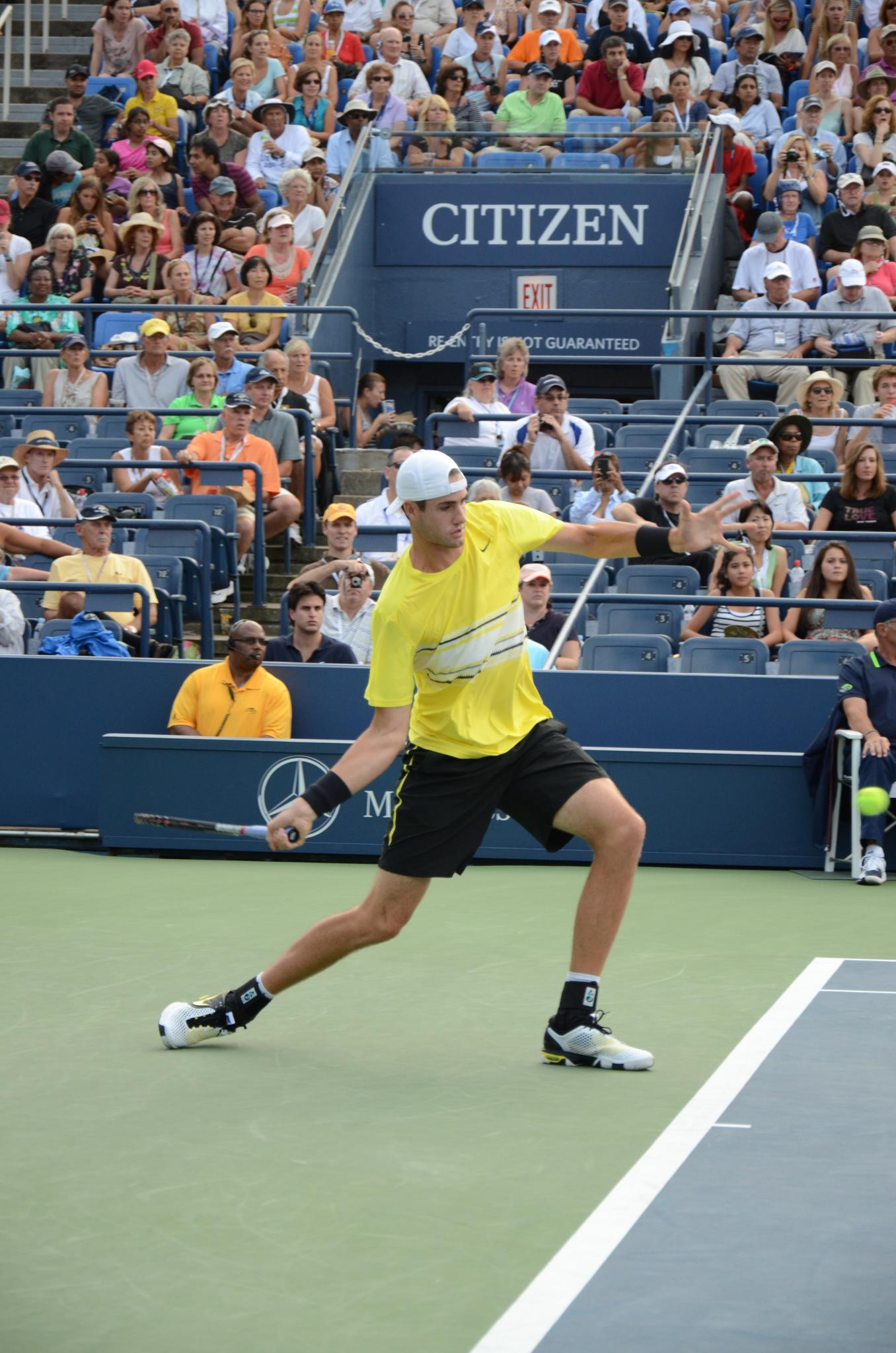
John Isner byl vyhlášen hráčem 11. dne turnaje

- 9. den: žádný zápas nebyl dohrán pro déšť.

- 10. den: žádný zápas nebyl dohrán pro déšť.

- 11. den:  John Isner – turnajová dvacet osmička zdolala dvanáctého nasazeného Francouze Gillese Simona po sadách 7–6, 3–6, 7–6, 7–6, a poprvé postoupila do grandslamového čtvrtfinále.[10]

- 12. den:  Rafael Nadal – druhý hráč turnaje a obhájce titulu postoupil do čtvrtého semifinále US Open v řadě, když za méně než dvě hodiny vyřadil Američana Andy Roddicka ve třech sadách 6–2, 6–1, 6–3.[11]

- 13. den:  Samantha Stosurová – turnajová devítka se stala první Australankou od Wendy Turnbullové v roce 1977, která postoupila do finále, když zdolala nenasazenou Němku Angeliku Kerberovou po třech setech 6–3, 2–6, 6–2.[12]

- 14. den:  Samantha Stosurová – Australanka vyhrála svůj první grandslam ve dvouhře poté, co ve finále hladce porazila hlavní favoritku turnaje, bývalou světovou jedničku, vítězku US Open Series 2011 a trojnásobnou šampiónku US Open Serenu Williamsovou ve dvou sadách 6–2, 6–3.[13]

- 15. den:  Novak Djoković – první nasazený Srb ve finále porazil obhájce titulu a druhého hráče turnaje Španěla Rafaela Nadala. Získal tak premiérový titul na US Open a třetí grandslam sezóny. V roce 2011 zdolal Španěla pošesté v řadě.[14]

## Statistiky
- Nejvíce es:  John Isner – 96 /  Serena Williamsová – 57
- Nejrychlejší podání:  John Isner a  Sergej Bubka – 226 km/h /  Venus Williamsová – 202 km/h
- Nejvíce dvojchyb:  Alexandr Dolgopolov – 24 /  Anastasija Pavljučenkovová – 45
- Nejlepší procentuální úspěšnost prvního podání:  Nikolaj Davyděnko – 75 % /  Monica Niculescuová – 84 %
- Nejvíce proměněných brejkbolů:  Novak Djoković – 50 /  Caroline Wozniacká – 34[15]

## Finálové fáze soutěží dospělých

### Dvouhra mužů
|  | Čtvrtfinále | Čtvrtfinále        | Čtvrtfinále   | Čtvrtfinále  | Čtvrtfinále | Čtvrtfinále | Čtvrtfinále |              |                | Semifinále | Semifinále | Semifinále | Semifinále | Semifinále | Semifinále | Semifinále |  |  | Finále | Finále         | Finále | Finále | Finále | Finále | Finále |
|  |             |                    |               |              |             |             |             |              |                |            |            |            |            |            |            |            |  |  |        |                |        |        |        |        |        |
|  | 1           | Novak Djoković     | 7             | 63           | 6           | 3           |             |              |                |            |            |            |            |            |            |            |  |  |        |                |        |        |        |        |        |
|  | 20          | Janko Tipsarević   | 62            | 7            | 0           | 0r          |             |              |                |            |            |            |            |            |            |            |  |  |        |                |        |        |        |        |        |
|  | 20          | Janko Tipsarević   | 62            | 7            | 0           | 0r          |             | 1            | Novak Djoković | 67         | 4          | 6          | 6          | 7          |            |            |  |  |        |                |        |        |        |        |        |
|  |             |                    |               |              |             |             |             | 1            | Novak Djoković | 67         | 4          | 6          | 6          | 7          |            |            |  |  |        |                |        |        |        |        |        |
|  |             | 3                  | Roger Federer | 79           | 6           | 3           | 2           | 5            |                |            |            |            |            |            |            |            |  |  |        |                |        |        |        |        |        |
|  | 3           | 3                  | Roger Federer | 79           | 6           | 3           | 2           | 5            | Roger Federer  | 6          | 6          | 6          |            |            |            |            |  |  |        |                |        |        |        |        |        |
|  | 3           |                    |               |              |             |             |             |              | Roger Federer  | 6          | 6          | 6          |            |            |            |            |  |  |        |                |        |        |        |        |        |
|  | 11          | Jo-Wilfried Tsonga | 4             | 3            | 3           |             |             |              |                |            |            |            |            |            |            |            |  |  |        |                |        |        |        |        |        |
|  |             |                    |               |              |             |             |             |              |                |            |            |            |            |            |            |            |  |  | 1      | Novak Djoković | 6      | 6      | 63     | 6      |        |
|  |             |                    | 2             | Rafael Nadal | 2           | 4           | 7           | 1            |                |            |            |            |            |            |            |            |  |  |        |                |        |        |        |        |        |
|  | 28          | John Isner         | 5             | 4            | 6           | 62          |             |              |                |            |            |            |            |            |            |            |  |  |        |                |        |        |        |        |        |
|  | 4           | Andy Murray        | 7             | 6            | 3           | 7           |             |              |                |            |            |            |            |            |            |            |  |  |        |                |        |        |        |        |        |
|  | 4           | Andy Murray        | 7             | 6            | 3           | 7           |             | 4            | Andy Murray    | 4          | 2          | 6          | 2          |            |            |            |  |  |        |                |        |        |        |        |        |
|  |             |                    |               |              |             |             |             | 4            | Andy Murray    | 4          | 2          | 6          | 2          |            |            |            |  |  |        |                |        |        |        |        |        |
|  |             | 2                  | Rafael Nadal  | 6            | 6           | 3           | 6           |              |                |            |            |            |            |            |            |            |  |  |        |                |        |        |        |        |        |
|  | 21          | 2                  | Rafael Nadal  | 6            | 6           | 3           | 6           | Andy Roddick | 2              | 1          | 3          |            |            |            |            |            |  |  |        |                |        |        |        |        |        |
|  | 21          |                    |               |              |             |             |             | Andy Roddick | 2              | 1          | 3          |            |            |            |            |            |  |  |        |                |        |        |        |        |        |
|  | 2           | Rafael Nadal       | 6             | 6            | 6           |             |             |              |                |            |            |            |            |            |            |            |  |  |        |                |        |        |        |        |        |

### Dvouhra žen
|  | Čtvrtfinále | Čtvrtfinále                | Čtvrtfinále        | Čtvrtfinále | Čtvrtfinále |                     |                    | Semifinále          | Semifinále | Semifinále | Semifinále | Semifinále |                    |   | Finále | Finále | Finále | Finále | Finále |
|  |             |                            |                    |             |             |                     |                    |                     |            |            |            |            |                    |   |        |        |        |        |        |
|  | 1           | Caroline Wozniacká         | 6                  | 7           |             |                     |                    |                     |            |            |            |            |                    |   |        |        |        |        |        |
|  | 10          | Andrea Petkovicová         | 1                  | 65          |             |                     |                    |                     |            |            |            |            |                    |   |        |        |        |        |        |
|  | 10          | Andrea Petkovicová         | 1                  | 65          |             | 1                   | Caroline Wozniacká | 2                   | 4          |            |            |            |                    |   |        |        |        |        |        |
|  |             |                            |                    |             |             |                     | Caroline Wozniacká | 2                   | 4          |            |            |            |                    |   |        |        |        |        |        |
|  |             | 28/PR                      | Serena Williamsová | 6           | 6           |                     |                    |                     |            |            |            |            |                    |   |        |        |        |        |        |
|  | 28/PR       | 28/PR                      | Serena Williamsová | 6           | 6           | Serena Williamsová  | 7                  | 6                   |            |            |            |            |                    |   |        |        |        |        |        |
|  | 28/PR       |                            |                    |             |             | Serena Williamsová  | 7                  | 6                   |            |            |            |            |                    |   |        |        |        |        |        |
|  | 17          | Anastasija Pavljučenkovová | 5                  | 1           |             |                     |                    |                     |            |            |            |            |                    |   |        |        |        |        |        |
|  | 17          | Anastasija Pavljučenkovová | 5                  | 1           |             |                     |                    |                     |            |            |            | 28/PR      | Serena Williamsová | 2 | 3      |        |        |        |        |
|  |             |                            |                    |             |             |                     |                    |                     |            |            |            |            |                    | 2 | 3      |        |        |        |        |
|  |             | 9                          | Samantha Stosurová | 6           | 6           |                     |                    |                     |            |            |            |            |                    |   |        |        |        |        |        |
|  |             | 9                          | Samantha Stosurová | 6           | 6           | Angelique Kerberová | 6                  | 4                   | 6          |            |            |            |                    |   |        |        |        |        |        |
|  |             |                            |                    |             |             | Angelique Kerberová | 6                  | 4                   | 6          |            |            |            |                    |   |        |        |        |        |        |
|  | 26          | Flavia Pennettaová         | 4                  | 6           | 3           |                     |                    |                     |            |            |            |            |                    |   |        |        |        |        |        |
|  | 26          | Flavia Pennettaová         | 4                  | 6           | 3           |                     |                    | Angelique Kerberová | 3          | 6          | 2          |            |                    |   |        |        |        |        |        |
|  |             |                            |                    |             |             |                     |                    | Angelique Kerberová | 3          | 6          | 2          |            |                    |   |        |        |        |        |        |
|  |             | 9                          | Samantha Stosurová | 6           | 2           | 6                   |                    |                     |            |            |            |            |                    |   |        |        |        |        |        |
|  | 9           | 9                          | Samantha Stosurová | 6           | 2           | 6                   | Samantha Stosurová | 6                   | 6          |            |            |            |                    |   |        |        |        |        |        |
|  | 9           |                            |                    |             |             |                     | Samantha Stosurová | 6                   | 6          |            |            |            |                    |   |        |        |        |        |        |
|  | 2           | Věra Zvonarevová           | 3                  | 3           |             |                     |                    |                     |            |            |            |            |                    |   |        |        |        |        |        |

### Čtyřhra mužů
|  | Čtvrtfinále | Čtvrtfinále                      | Čtvrtfinále                          | Čtvrtfinále | Čtvrtfinále |                                      |                                      | Semifinále                   | Semifinále | Semifinále | Semifinále | Semifinále |                                  |   | Finále | Finále | Finále | Finále | Finále |
|  |             |                                  |                                      |             |             |                                      |                                      |                              |            |            |            |            |                                  |   |        |        |        |        |        |
|  |             | Simone Bolelli Fabio Fognini     | 1                                    | 79          | 6           |                                      |                                      |                              |            |            |            |            |                                  |   |        |        |        |        |        |
|  | 7           | Robert Lindstedt Horia Tecău     | 6                                    | 67          | 4           |                                      |                                      |                              |            |            |            |            |                                  |   |        |        |        |        |        |
|  | 7           | Robert Lindstedt Horia Tecău     | 6                                    | 67          | 4           |                                      |                                      | Simone Bolelli Fabio Fognini | 4          | 7          | 1          |            |                                  |   |        |        |        |        |        |
|  |             |                                  |                                      |             |             |                                      |                                      | Simone Bolelli Fabio Fognini | 4          | 7          | 1          |            |                                  |   |        |        |        |        |        |
|  |             | 9                                | Jürgen Melzer Philipp Petzschner     | 6           | 63          | 6                                    |                                      |                              |            |            |            |            |                                  |   |        |        |        |        |        |
|  |             | 9                                | Jürgen Melzer Philipp Petzschner     | 6           | 63          | 6                                    | David Marrero Andreas Seppi          | 1                            | 2          |            |            |            |                                  |   |        |        |        |        |        |
|  |             |                                  |                                      |             |             |                                      | David Marrero Andreas Seppi          | 1                            | 2          |            |            |            |                                  |   |        |        |        |        |        |
|  | 9           | Jürgen Melzer Philipp Petzschner | 6                                    | 6           |             |                                      |                                      |                              |            |            |            |            |                                  |   |        |        |        |        |        |
|  | 9           | Jürgen Melzer Philipp Petzschner | 6                                    | 6           |             |                                      |                                      |                              |            |            |            | 9          | Jürgen Melzer Philipp Petzschner | 6 | 6      |        |        |        |        |
|  |             |                                  |                                      |             |             |                                      |                                      |                              |            |            |            |            |                                  | 6 | 6      |        |        |        |        |
|  |             | 6                                | Mariusz Fyrstenberg Marcin Matkowski | 2           | 2           |                                      |                                      |                              |            |            |            |            |                                  |   |        |        |        |        |        |
|  | 6           | 6                                | Mariusz Fyrstenberg Marcin Matkowski | 2           | 2           | Mariusz Fyrstenberg Marcin Matkowski | 6                                    | 7                            |            |            |            |            |                                  |   |        |        |        |        |        |
|  | 6           |                                  |                                      |             |             | Mariusz Fyrstenberg Marcin Matkowski | 6                                    | 7                            |            |            |            |            |                                  |   |        |        |        |        |        |
|  | 4           | Mahesh Bhupathi Leander Paes     | 4                                    | 64          |             |                                      |                                      |                              |            |            |            |            |                                  |   |        |        |        |        |        |
|  | 4           | Mahesh Bhupathi Leander Paes     | 4                                    | 64          |             | 6                                    | Mariusz Fyrstenberg Marcin Matkowski | 6                            | 7          |            |            |            |                                  |   |        |        |        |        |        |
|  |             |                                  |                                      |             |             |                                      | Mariusz Fyrstenberg Marcin Matkowski | 6                            | 7          |            |            |            |                                  |   |        |        |        |        |        |
|  |             | 5                                | Rohan Bopanna Ajsám Kúreší           | 2           | 64          |                                      |                                      |                              |            |            |            |            |                                  |   |        |        |        |        |        |
|  | 5           | 5                                | Rohan Bopanna Ajsám Kúreší           | 2           | 64          | Rohan Bopanna Ajsám Kúreší           | 7                                    | 2                            | 7          |            |            |            |                                  |   |        |        |        |        |        |
|  | 5           |                                  |                                      |             |             | Rohan Bopanna Ajsám Kúreší           | 7                                    | 2                            | 7          |            |            |            |                                  |   |        |        |        |        |        |
|  |             | Colin Fleming Ross Hutchins      | 5                                    | 6           | 5           |                                      |                                      |                              |            |            |            |            |                                  |   |        |        |        |        |        |

### Čtyřhra žen
|  | Čtvrtfinále | Čtvrtfinále                            | Čtvrtfinále                            | Čtvrtfinále | Čtvrtfinále |   |                                           | Semifinále | Semifinále | Semifinále | Semifinále | Semifinále |                                   |   | Finále | Finále | Finále | Finále | Finále |
|  |             |                                        |                                        |             |             |   |                                           |            |            |            |            |            |                                   |   |        |        |        |        |        |
|  | 1           | Květa Peschkeová Katarina Srebotniková | 2                                      | 3           |             |   |                                           |            |            |            |            |            |                                   |   |        |        |        |        |        |
|  | 5           | Maria Kirilenková Naděžda Petrovová    | 6                                      | 6           |             |   |                                           |            |            |            |            |            |                                   |   |        |        |        |        |        |
|  | 5           | Maria Kirilenková Naděžda Petrovová    | 6                                      | 6           |             | 5 | Maria Kirilenková Naděžda Petrovová       | 67         | 6          | 3          |            |            |                                   |   |        |        |        |        |        |
|  |             |                                        |                                        |             |             |   | Maria Kirilenková Naděžda Petrovová       | 67         | 6          | 3          |            |            |                                   |   |        |        |        |        |        |
|  |             | 3                                      | Vania Kingová Jaroslava Švedovová      | 79          | 2           | 6 |                                           |            |            |            |            |            |                                   |   |        |        |        |        |        |
|  | 3           | 3                                      | Vania Kingová Jaroslava Švedovová      | 79          | 2           | 6 | Vania Kingová Jaroslava Švedovová         | 6          | 7          |            |            |            |                                   |   |        |        |        |        |        |
|  | 3           |                                        |                                        |             |             |   | Vania Kingová Jaroslava Švedovová         | 6          | 7          |            |            |            |                                   |   |        |        |        |        |        |
|  | 8           | Andrea Hlaváčková Lucie Hradecká       | 4                                      | 5           |             |   |                                           |            |            |            |            |            |                                   |   |        |        |        |        |        |
|  | 8           | Andrea Hlaváčková Lucie Hradecká       | 4                                      | 5           |             |   |                                           |            |            |            |            | 3          | Vania Kingová Jaroslava Švedovová | 6 | 65     | 63     |        |        |        |
|  |             |                                        |                                        |             |             |   |                                           |            |            |            |            |            |                                   | 6 | 65     | 63     |        |        |        |
|  |             | 4                                      | Liezel Huberová Lisa Raymondová        | 4           | 7           | 7 |                                           |            |            |            |            |            |                                   |   |        |        |        |        |        |
|  | 9           | 4                                      | Liezel Huberová Lisa Raymondová        | 4           | 7           | 7 | Iveta Benešová Barbora Záhlavová-Strýcová | 1          | 4          |            |            |            |                                   |   |        |        |        |        |        |
|  | 9           |                                        |                                        |             |             |   | Iveta Benešová Barbora Záhlavová-Strýcová | 1          | 4          |            |            |            |                                   |   |        |        |        |        |        |
|  | 4           | Liezel Huberová Lisa Raymondová        | 6                                      | 6           |             |   |                                           |            |            |            |            |            |                                   |   |        |        |        |        |        |
|  | 4           | Liezel Huberová Lisa Raymondová        | 6                                      | 6           |             | 4 | Liezel Huberová Lisa Raymondová           | 6          | 6          |            |            |            |                                   |   |        |        |        |        |        |
|  |             |                                        |                                        |             |             |   | Liezel Huberová Lisa Raymondová           | 6          | 6          |            |            |            |                                   |   |        |        |        |        |        |
|  |             |                                        | Daniela Hantuchová Agnieszka Radwańská | 2           | 4           |   |                                           |            |            |            |            |            |                                   |   |        |        |        |        |        |
|  |             | Daniela Hantuchová Agnieszka Radwańská | Daniela Hantuchová Agnieszka Radwańská | 2           | 4           | 6 | 7                                         |            |            |            |            |            |                                   |   |        |        |        |        |        |
|  |             | Daniela Hantuchová Agnieszka Radwańská |                                        |             |             | 6 | 7                                         |            |            |            |            |            |                                   |   |        |        |        |        |        |
|  | 15          | Sara Erraniová Roberta Vinciová        | 3                                      | 63          |             |   |                                           |            |            |            |            |            |                                   |   |        |        |        |        |        |

### Smíšená čtyřhra
|  | Čtvrtfinále | Čtvrtfinále                              | Čtvrtfinále                     | Čtvrtfinále | Čtvrtfinále                       |                            |                                | Semifinále | Semifinále | Semifinále | Semifinále | Semifinále |                            |   | Finále | Finále | Finále | Finále | Finále |
|  |             |                                          |                                 |             |                                   |                            |                                |            |            |            |            |            |                            |   |        |        |        |        |        |
|  | WC          | Melanie Oudinová Jack Sock               | 6                               | 7           |                                   |                            |                                |            |            |            |            |            |                            |   |        |        |        |        |        |
|  |             | B. Záhlavová-Strýcová Philipp Petzschner | 3                               | 63          |                                   |                            |                                |            |            |            |            |            |                            |   |        |        |        |        |        |
|  |             | B. Záhlavová-Strýcová Philipp Petzschner | 3                               | 63          | WC                                | Melanie Oudinová Jack Sock |                                |            |            |            |            |            |                            |   |        |        |        |        |        |
|  |             |                                          |                                 |             |                                   |                            |                                |            |            |            |            |            |                            |   |        |        |        |        |        |
|  |             | 7                                        | Jelena Vesninová Leander Paes   | w/o         |                                   |                            |                                |            |            |            |            |            |                            |   |        |        |        |        |        |
|  |             | 7                                        | Jelena Vesninová Leander Paes   | w/o         | Olga Govorcovová Marcin Matkowski | 2                          | 4                              |            |            |            |            |            |                            |   |        |        |        |        |        |
|  |             |                                          |                                 |             | Olga Govorcovová Marcin Matkowski | 2                          | 4                              |            |            |            |            |            |                            |   |        |        |        |        |        |
|  | 7           | Jelena Vesninová Leander Paes            | 6                               | 6           |                                   |                            |                                |            |            |            |            |            |                            |   |        |        |        |        |        |
|  | 7           | Jelena Vesninová Leander Paes            | 6                               | 6           |                                   |                            |                                |            |            |            |            | WC         | Melanie Oudinová Jack Sock | 7 | 4      | 10     |        |        |        |
|  |             |                                          |                                 |             |                                   |                            |                                |            |            |            |            |            |                            | 7 | 4      | 10     |        |        |        |
|  |             | 8                                        | Gisela Dulková Eduardo Schwank  | 64          | 6                                 | 8                          |                                |            |            |            |            |            |                            |   |        |        |        |        |        |
|  | 8           | 8                                        | Gisela Dulková Eduardo Schwank  | 64          | 6                                 | 8                          | Gisela Dulková Eduardo Schwank | 3          | 6          | 10         |            |            |                            |   |        |        |        |        |        |
|  | 8           |                                          |                                 |             |                                   |                            | Gisela Dulková Eduardo Schwank | 3          | 6          | 10         |            |            |                            |   |        |        |        |        |        |
|  |             | Jarmila Gajdošová Bruno Soares           | 6                               | 3           | 8                                 |                            |                                |            |            |            |            |            |                            |   |        |        |        |        |        |
|  |             | Jarmila Gajdošová Bruno Soares           | 6                               | 3           | 8                                 | 8                          | Gisela Dulková Eduardo Schwank | 6          | 6          |            |            |            |                            |   |        |        |        |        |        |
|  |             |                                          |                                 |             |                                   |                            | Gisela Dulková Eduardo Schwank | 6          | 6          |            |            |            |                            |   |        |        |        |        |        |
|  |             |                                          | Lucie Hradecká František Čermák | 4           | 4                                 |                            |                                |            |            |            |            |            |                            |   |        |        |        |        |        |
|  |             | Lucie Hradecká František Čermák          | Lucie Hradecká František Čermák | 4           | 4                                 | 7                          | 7                              |            |            |            |            |            |                            |   |        |        |        |        |        |
|  |             | Lucie Hradecká František Čermák          |                                 |             |                                   | 7                          | 7                              |            |            |            |            |            |                            |   |        |        |        |        |        |
|  | WC          | Irina Falconiová Steve Johnson           | 5                               | 5           |                                   |                            |                                |            |            |            |            |            |                            |   |        |        |        |        |        |

## Finále dalších soutěží

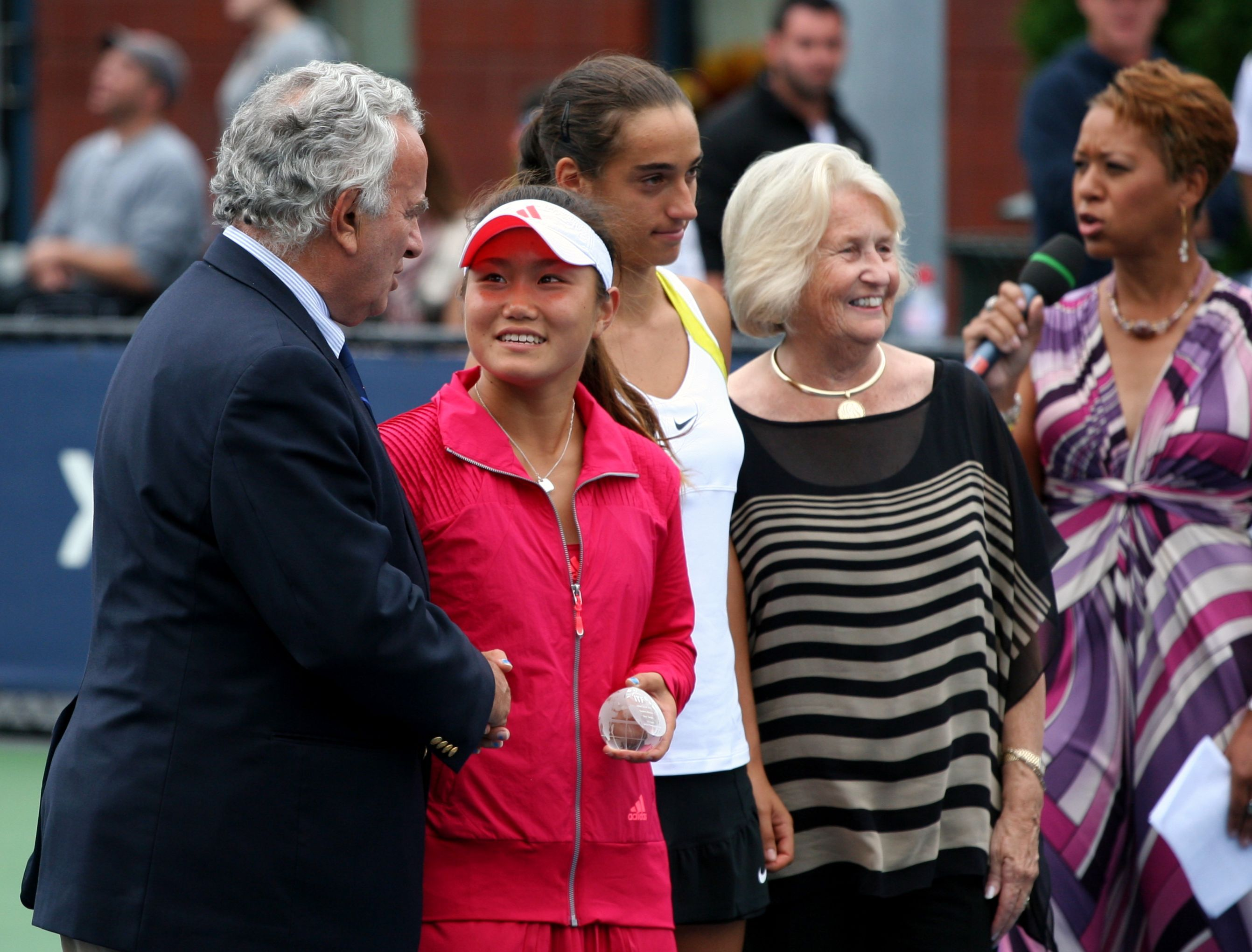
Představení finalistek juniorky – Grace Minová a Caroline Garciaová (2. a 3. zleva)

### Junioři

#### Dvouhra juniorů
Oliver Golding –  Jiří Veselý 5–7, 6–3, 6–4

#### Dvouhra juniorek
Grace Minová –  Caroline Garciaová 7–5, 7–6(7–3)

#### Čtyřhra Juniorů
Robin Kern /  Julian Lenz –  Maxim Dubarenco /  Vladislav Manafov 7–5, 6–4

#### Čtyřhra juniorek
Irina Chromačovová /  Demi Schuursová –  Gabrielle Andrewsová /  Taylor Townsendová 6–4, 5–7, [10–5]

### Vozíčkáři

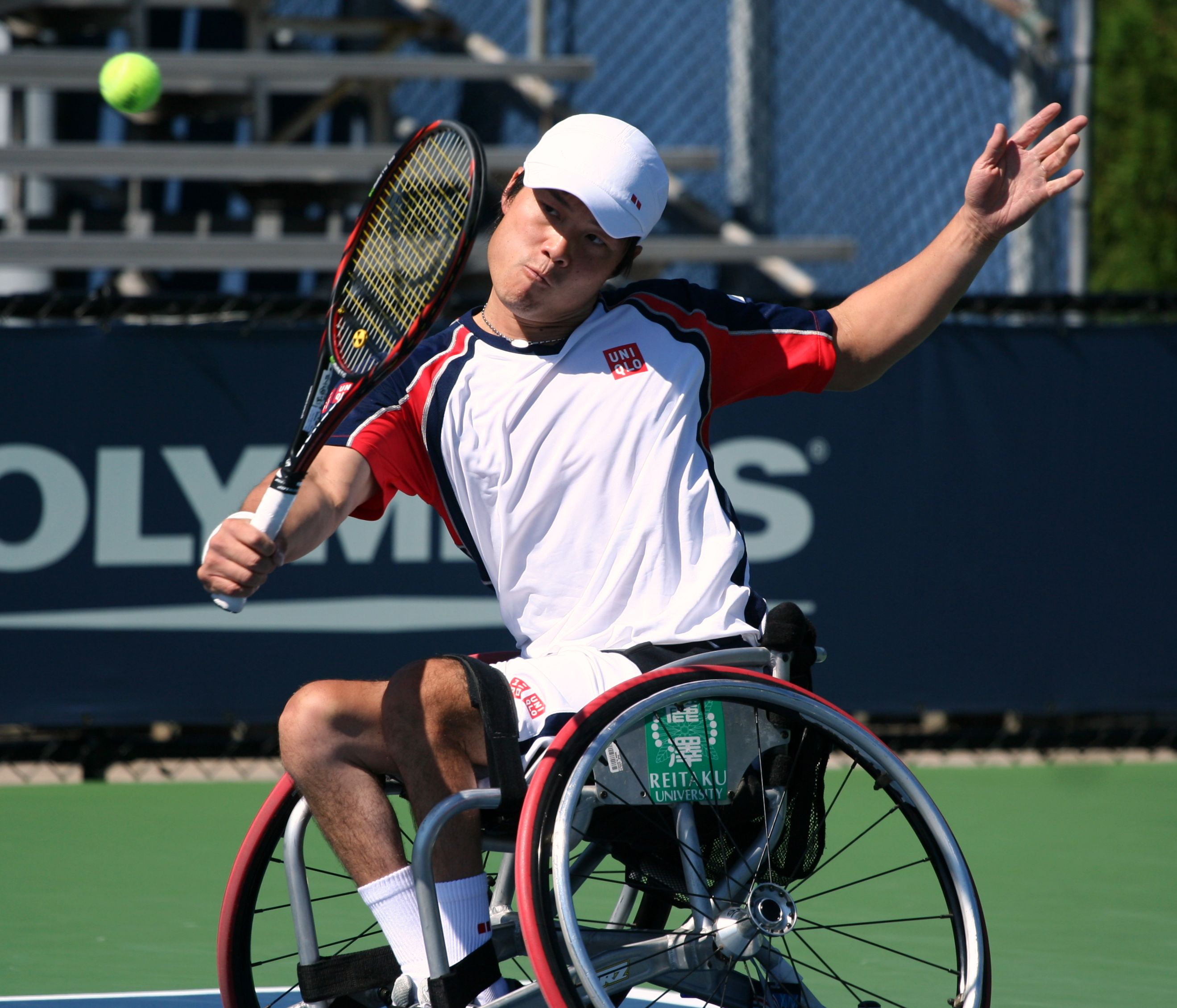
Vítěz dvouhry vozíčkářů Šingo Kunieda na voleji

#### Mužská dvouhra
Šingo Kunieda –  Stéphane Houdet 3–6, 6–1, 6–0
- Kuneida titul obhájil a celkově počtvrté vyhrál US Open.

#### Ženská dvouhra
Esther Vergeerová –  Aniek van Kootová 6–2, 6–1
- Vergeerová titul obhájila a získala celkově pošesté vyhrála US Open.

#### Dvouhra kvadruplegiků
David Wagner def.  Peter Norfolk 7–5, 3–1 skreč
- Wagner obhájil titul a celkově podruhé vyhrál US Open.

#### Mužská čtyřhra
Stéphane Houdet /  Nicolas Peifer –  Maikel Scheffers /  Ronald Vink, 6–3, 6–1

#### Ženská čtyřhra
Esther Vergeerová /  Sharon Walravenová –  Jiske Griffoenová /  Aniek van Kootová, 7–5, 6–7(8–10), 6–4

#### Čtyřhra kvadruplegiků
David Wagner /  Nick Taylor –  Peter Norfolk /  Noam Gershony, bez boje

## Bodové hodnocení do žebříčku ATP a WTA
Tabulka uvádí zisk bodů do žebříčku ATP a WTA pro každého hráče v závislosti na kole turnaje, ve kterém vypadl.
| Kolo/Soutěž         | Mužská dvouhra | Mužská čtyřhra | Ženská dvouhra | Ženská čtyřhra |
| ------------------- | -------------- | -------------- | -------------- | -------------- |
| Vítěz               | 2000           | 2000           | 2000           | 2000           |
| Finále              | 1200           | 1200           | 1400           | 1400           |
| Semifinále          | 720            | 720            | 900            | 900            |
| Čtvrtfinále         | 360            | 360            | 500            | 500            |
| 16 hráčů v kole     | 180            | 180            | 280            | 280            |
| 32 hráčů v kole     | 90             | 90             | 160            | 160            |
| 64 hráčů v kole     | 45             | 0              | 100            | 5              |
| 128 hráčů v kole    | 10             | –              | 5              | –              |
| Kvalifikanti        | 25             | –              | 60             | –              |
| 3. kolo kvalifikace | 16             | –              | 50             | –              |
| 2. kolo kvalifikace | 8              | –              | 40             | –              |
| 1. kolo kvalifikace | 0              | –              | 2              | –              |

## Finanční odměny
Americká tenisová asociace (USTA) oznámila, že základní meziroční rozpočet se zvýšil o více než jeden milión dolarů na částku 23,7 miliónů. Kromě toho tři nejlepší muži a ženy ze série turnajů Olympus US Open Series 2011 hraných před grandslamem, si připsali bonusové částky, a to potenciálně celkovou sumu až dalších 2,6 miliónů dolarů, v závislosti na dosaženém kole grandslamu, čímž se rozpočet mohl navýšit až na konečných 26,3 miliónů dolarů. Vítězové dvouher obdrželi 1,8 miliónu dolarů, s možností zisku dalšího miliónu pro vítěze US Open Series.
Tabulka uvádí rozdělení částek pro každého hráče v daném kole turnaje. Všechny finanční odměny jsou v amerických dolarech ($); částky v soutěžích čtyřher jsou uváděny na pár.
| Fáze grandslamu     | Mužská a ženská dvouhra | Mužská a ženská čtyřhra | Smíšená čtyřhra |
| ------------------- | ----------------------- | ----------------------- | --------------- |
| Vítěz               | $1 800 000              | $420 000                | $150 000        |
| Finalista           | $900 000                | $210 000                | $70 000         |
| Semifinalisté       | $450 000                | $105 000                | $30 000         |
| Čtvrtfinálisté      | $225 000                | $50 000                 | $15 000         |
| 16 hráčů v kole     | $110 000                | $25 000                 | $10 000         |
| 32 hráčů v kole     | $55 000                 | $15 000                 | $5 000          |
| 64 hráčů v kole     | $31 000                 | $10 000                 | –               |
| 128 hráčů v kole    | $19 000                 | –                       | –               |
| Vítěz kvalifikace   | $8 000                  | –                       | –               |
| 2. kolo kvalifikace | $5 625                  | –                       | –               |
| 1. kolo kvalifikace | $3 000                  | –                       | –               |

### Bonusové finanční prémie
Tenisté a tenistky, kteří se umístili na prvních třech místech dvouhry v turnajích Olympus US Open Series Bonus Challenge 2011 obdrželi podle dosažaného výsledku na grandslamu finanční prémii.
Tabulka uvádí hráče, kteří získali prémii za Olympus US Open Series v závislosti na dosažené fázi US Open 2011.
| US Open 2011     | Olympus US Open Series 2011 | Olympus US Open Series 2011 | Olympus US Open Series 2011 | Olympus US Open Series 2011 | Olympus US Open Series 2011 | Olympus US Open Series 2011 |
| US Open 2011     | 1. místo                    | 1. místo                    | 2. místo                    | 2. místo                    | 3. místo                    | 3. místo                    |
| ---------------- | --------------------------- | --------------------------- | --------------------------- | --------------------------- | --------------------------- | --------------------------- |
| Vítěz            | $1 000 000                  | $1 000 000                  | $500 000                    | $500 000                    | $250 000                    | $250 000                    |
| Finalista        | $500 000                    | $500 000                    | $250 000                    | $250 000                    | $125 000                    | $125 000                    |
| Semifinalista    | $250 000                    | $250 000                    | $125 000                    | $125 000                    | $62 500                     | $62 500                     |
| Čtvrtfinalists   | $125 000                    | $125 000                    | $62 500                     | $62 500                     | $31 250                     | $31 250                     |
| 16 hráčů v kole  | $70 000                     | $70 000                     | $35 000                     | $35 000                     | $17 500                     | $17 500                     |
| 32 hráčů v kole  | $40 000                     | $40 000                     | $20 000                     | $20 000                     | $10 000                     | $10 000                     |
| 64 hráčů v kole  | $25 000                     | $25 000                     | $12 500                     | $12 500                     | $6 250                      | $6 250                      |
| 128 hráčů v kole | $15 000                     | $15 000                     | $7 500                      | $7 500                      | $3 750                      | $3 750                      |
| Výše bonusu      | Mardy Fish                  | $70 000                     | Novak Djoković              | $500 000                    | John Isner                  | $31 250                     |
| Výše bonusu      | Serena Williams             | $500 000                    | Agnieszka Radwańská         | $12 500                     | Maria Šarapova              | $10 000                     |

## Odhlášení tenisté

### Muži
| Žebříček | Hráč         | Body  | Obhajuje bodů | Zisk bodů | Body po turnaji | Odstoupil pro |
| -------- | ------------ | ----- | ------------- | --------- | --------------- | ------------- |
| 29.      | Milos Raonic | 1 312 | 35            | 0         | 1 277           | zranění kyčle |

### Ženy
| Žebříček | Hráčka             | Body  | Obhajuje bodů | Zisk bodů | Body po turnaji | Odstoupila pro            |
| -------- | ------------------ | ----- | ------------- | --------- | --------------- | ------------------------- |
| 3.       | Kim Clijstersová   | 6 501 | 2 000         | 0         | 4 501           | zranění břišního svalstva |
| 30.      | Alisa Klejbanovová | 1 755 | 100           | 0         | 1 655           | Hodgkinův lymfom          |

## Divoké karty
Následující tenisté obdrželi do hlavní soutěže turnaje divokou kartu:

### Mužská dvouhra
1. Julien Benneteau
2. Robby Ginepri
3. Ryan Harrison
4. Steve Johnson
5. Marinko Matosevic
6. Bobby Reynolds
7. Jack Sock
8. Donald Young

### Ženská dvouhra
1. Jill Craybasová
2. Lauren Davisová
3. Casey Dellacquová
4. Jamie Hamptonová
5. Madison Keysová
6. Aravane Rezaïová
7. Alison Riskeová
8. Sloane Stephensová

### Mužská čtyřhra
1. Jeff Dadamo /  Austin Krajicek
2. Robby Ginepri /  Rhyne Williams
3. Steve Johnson /  Denis Kudla
4. Bradley Klahn /  David Martin
5. Travis Parrott /  Bobby Reynolds
6. Jack Sock /  Jack Withrow

### Ženská čtyřhra
1. Hilary Barteová /  Mallory Burdetteová
2. Samantha Crawfordová /  Madison Keysová
3. Lauren Davisová /  Nicole Gibbsová
4. Alexa Glatchová /  Jamie Hamptonová
5. Melanie Oudinová /  Ahsha Rolleová
6. Jessica Pegulaová /  Taylor Townsendová
7. Alison Riskeová /  Sloane Stephensová

### Smíšená čtyřhra
1. Irina Falconiová /  Steve Johnson
2. Christina Fusanová /  David Martin
3. Raquel Kopsová-Jonesová /  Rajeev Ram
4. Melanie Oudinová /  Jack Sock
5. Abigail Spearsová /  Travis Parrott
6. Taylor Townsendová /  Donald Young
7. Coco Vandewegheová /  Eric Butorac
8. Mashona Washingtonová /  Michael Russell

## Kvalifikanti
Následující tenisté se kvalifikovali do hlavní soutěže z kvalifikace:

### Mužská dvouhra
1. Sergej Bubka
2. Frank Dancevic
3. Jonathan Dasnières de Veigy
4. Robert Farah
5. Augustin Gensse
6. Jesse Huta Galung
7. Marsel İlhan
8. Malek Džazírí
9. Romain Jouan
10. Jean-René Lisnard
11. Conor Niland
12. Vasek Pospisil
13. Go Soeda
14. Louk Sorensen
15. João Souza
16. Michael Yani

Hráči postupující jako šťastní poražení:
1. Rogério Dutra da Silva
2. Lukáš Lacko

### Ženská dvouhra
1. Jekatěrina Byčkovová
2. Čan Jung-žan
3. Vitalija Ďačenková
4. Marina Erakovićová
5. Stéphanie Foretzová Gaconová
6. Réka-Luca Janiová
7. Karin Knappová
8. Michaëlla Krajiceková
9. Noppawan Lertcheewakarnová
10. Romina Oprandiová
11. Alexandra Panovová
12. Urszula Radwańská
13. Laura Robsonová
14. Sílvia Solerová Espinosová
15. Galina Voskobojevová
16. Aleksandra Wozniaková